# Fernando Fajnzylber
Fernando Fajnzylber (* 15. April 1940 in Santiago de Chile; † 28. Dezember 1991 ebenda) war ein chilenischer Ökonom. In den 1980er Jahren entwarf er als neuer Vordenker der Wirtschaftskommission für Lateinamerika und die Karibik den Neostrukturalismus.

## Geschichte
Fajnzylber entstammt einer Familie jüdischer Emigranten. Zwischen 1958 und 1963 studierte er Wirtschaftswissenschaften an der Universidad de Chile. Danach arbeitete er als Berater unterschiedlicher UN-Organisationen in Brasilien. Von 1971 bis 1973 arbeitete er als Leiter für Außenwirtschaftsbeziehungen in der Banco Central de Chile. Nach dem Putsch in Chile 1973 gegen die Allende-Regierung musste er aus Chile fliehen. 
Von 1980 bis 1986 war Fajnzylber Leiter des Büros der Organisation der Vereinten Nationen für industrielle Entwicklung (UNIDO) in Mexiko-Stadt. Seine Arbeiten zur technologischen Modernisierung der lateinamerikanischen Industrie machten ihn zu einem einflussreichen Entwicklungsökonomen. 1986 übernahm er die Leitung der Industrieabteilung der Wirtschaftskommission für Lateinamerika und die Karibik (ECLAC). Seit Mitte der 1980er Jahre gelang Fajnzylber als intellektuelle Führungsfigur der ECLAC, diese zu einer Abkehr vom „alten Denken“ des Strukturalismus zu bewegen. 
Mit den 1989 und 1991 erschienenen Studien Transformación Productiva con Equidad (Wirtschaftlicher Strukturwandel und sozialer Ausgleich) und Transformación Productiva, Equidad y Sustentabilidad (Strukturwandel, sozialer Ausgleich und ökologische Nachhaltigkeit) gelang es ihm ein Leitbild zu formulieren, das dem Denken der ECLAC eine neue Richtung gab, die sich auch deutlich von dem neoliberalen Mainstream der 1980er Jahre (Washington Consensus) unterschied. Die neue Richtung wurde als Neostrukturalismus bezeichnet.